# Calamus moti
Calamus moti är en enhjärtbladig växtart som beskrevs av Frederick Manson Bailey. Calamus moti ingår i släktet Calamus och familjen Arecaceae. Inga underarter finns listade i Catalogue of Life.